# Certima cenchriaria
Certima cenchriaria là một loài bướm đêm trong họ Geometridae.